# Regiunea Amoron'i Mania
Regiunea Amaron'i Mania este una dintre cele 22 unități administrativ-teritoriale de gradul I (faritra) ale Madagascarului. Reședința sa este orașul Ambositra.